# 策略資訊系統
策略資訊系統（英語：Strategic information system），指任何一個企業的資訊系統，其能夠提升企業的核心能力，改變企業的經營模式、策略目標或企業與外部環境的關係，而能達到提升產品、服務價值及企業競爭優勢的系統。